# Jean-Joseph Sue (pare)
Jean-Joseph Sue Sa Còla (Alps Marítims), 10 de desembre, 1710 - idem. 10 de desembre, 1792), fou un dels anatomistes francesos més famosos del segle xviii.
Fou deixeble de Verdier a París i obtingué el títol de cirurgià el 1751, succeint al seu mestre a la càtedra d'anatomia, que tingué al seu càrrec durant quaranta anys. Va dur a terme molt boniques preparacions en cera i va ser cirurgià de la Charité, professor d'anatomia de l'Acadèmia Reial de Pintura i Escultura, censor i individu de la Real Acadèmia de Cirurgia, de la Reial Societat de Londres i de la Societat Filosòfica d'Edimburg.

## Publicà
- De cataracta (París, 1751);
- Anthropotomie, ou l'art de dissequer; Eléments de chirurgie (París, 1775);
- Traité de bandages et des appareils (París, 1761);
- Dictionnaire portatif de chirurgie (París, 1779);
- Eléments d'anatomie á l'usage des pientres, des sculpteurs et des amateurs (París, 1788).

## Família
El seu fill petit, també anomenat Jean-Joseph Sue (1760–1830), va ser un conegut anatomista i era l'avi del novel·lista Eugène Sue (1804–1857). El seu fill gran, Pierre Sue (1739-1816) també va ser anatomista, així com el seu germà gran Jean (1699-1762).